# Астеносфера
Астеносферата (от гръцки език, астенéс – „слаб“ + „сфера“) е слой от строежа на земното тяло, заемащ най-горната част на земната мантия, непосредствено под литосферата. Намира се между 100 и 200 km под повърхността, но вероятно на места достига до 700 km. Това е „най-слабата“ или най-меката част от земната мантия. Терминът е въведен от американския геолог Джозеф Баръл през 1914 година, след откриването на явлението изостазия.

## Разположение и физична същност
|             |
| Астеносфера |

От физическа и по-точно механична гледна точка астеносферата е слой, неиздържащ на тангенциални напрежения. Това е слой, който отбелязва повърхностната част на горната мантия и е втечнената скална маса, върху която се осъществява континенталният дрейф. Под влияние на сравнително малко механично напрежение, в нея протичат пластични потоци, които позволяват чрез бавните си движения постепенно да се създадат условия на хидростатично равновесие.
Крайната ѝ якост е толкова малка, че може да се пренебрегне. Температурата ѝ съответства на тази на минимума на началното разтапяне (която е по-ниска в присъствието на водна фаза). Долната граница на астеносферата не е рязка, а се изразява чрез прехода към лежащата отдолу мантия. Астеносферата е пластична, но в нея се обособяват няколко второстепенни геофизични граници с по-висока твърдост (на около 410 и 660 km дълбочина), около които има повишена скорост на сеизмичните вълни, което е индикация за наличието на по-твърди слоеве.